# Modern építészeti lexikon
A Modern építészeti lexikon egy 1978-ban kiadott könyv, ami a modern építészettel kapcsolatos személyeket, építményeket, díjakat és egyes országok modern építészetét mutató szócikkeket tartalmaz

## Célja
A lexikon – fülszövege szerint – „a modern építészet alkotásaival, építészeti fogalmaival és áramlataival ismertet meg. Lényegében a mai kor építészettörténetét tárja elénk címszavakra bontva, az egész világra kiterjedően. Ahol indokolt, az előzményeket is bemutatja, azokat az avantgarde áramlatokat és fontos alkotásokat, amelyek korunk építészetét előkészítették. Általában 1890–1970-ig tárgyalja világviszonylatban az építészetet, az 1930 és 1960 közötti hangsúlyos időszak részletesebb ismertetésével.”

## Szerzők
- Arató János
- Arnóth Lajos
- Tadeusz Barucki
- Bíró János
- Bonta János
- Borvendég Béla
- Csaba László
- Csellér Ödön
- Ernyei Gyula
- Faragó Kálmán
- Fekete Ferenc
- Gerő László
- Girardi Kornélné
- Harasta Miklós
- Harmati János
- Heckenast János
- Horváthné Sipos Edit
- Imrő Gábor
- Kubinszky Mihály
- Björn Linn
- Mányoky László
- Mihálffy Loránd
- Mikolás Tibor
- Máté Pál
- Merényi Ferenc
- Nagy Elemér
- Nagy Zoltán
- Németh Lajos
- Pamer Nóra
- Pogány Frigyes
- Preisich Gábor
- Peregi Tamás
- Sódor Alajos
- Szendrői Jenő
- Szerdahelyi Károly
- Vámossy Ferenc
- Zádor Anna
- Zeltler Vilmos